# Vellev
Vellev is een plaats in de Deense regio Midden-Jutland, gemeente Favrskov, en telt 248 inwoners (2007).

## Geboren
- Stine Ballisager Pedersen (1994), voetbalster